# Кентербері (Нью-Брансвік)
Кентербері (англ. Canterbury) — село в Канаді, у провінції Нью-Брансвік, у складі графства Йорк.

## Населення
За даними перепису 2016 року, село нараховувало 336 осіб. Середня густина населення становила 63 осіб/км².
З офіційних мов обидвома одночасно володіли 30 жителів, тільки англійською — 305.
Працездатне населення становило 67,7% усього населення, рівень безробіття — 11,9%.
Середній дохід на особу становив $32 871 (медіана $26 944), при цьому для чоловіків — $41 787, а для жінок $26 776 (медіани — $38 400 та $22 720 відповідно).
40,3% мешканців мали закінчену шкільну освіту, не мали закінченої шкільної освіти — 22,6%, 37,1% мали післяшкільну освіту, з яких 21,7% мали диплом бакалавра, або вищий.
| Статево-вікова структура населення | Статево-вікова структура населення | Статево-вікова структура населення | Статево-вікова структура населення | Статево-вікова структура населення |
| ---------------------------------- | ---------------------------------- | ---------------------------------- | ---------------------------------- | ---------------------------------- |
|                                    |                                    |                                    |                                    |                                    |
| Всього                             | Всього                             | 47,8%52,2%                         |                                    |                                    |
| 0 — 14 років                       | 0 — 14 років                       |                                    | 19,7%                              | 19,7%                              |
| 15 — 64 років                      | 15 — 64 років                      |                                    | 63,6%                              | 63,6%                              |
| 65 і більше                        | 65 і більше                        |                                    | 16,7%                              | 16,7%                              |
| 85 і більше                        | 85 і більше                        |                                    | 3%                                 | 3%                                 |
| Середній вік (років)               | Середній вік (років)               | 39,540,1                           | 39,8                               | 39,8                               |
| Медіана (років)                    | Медіана (років)                    | 41,238,2                           | 39,8                               | 39,8                               |
| — чоловіки — жінки                 |                                    |                                    |                                    |                                    |

| Походження мешканців:     | Походження мешканців:     | Походження мешканців: | Походження мешканців: | Походження мешканців: |
| ------------------------- | ------------------------- | --------------------- | --------------------- | --------------------- |
| Походження                |                           |                       | осіб                  | %                     |
| Корінні американці        | Корінні американці        |                       | 10                    | 2.63%                 |
| Інше північноамериканське | Інше північноамериканське |                       | 210                   | 55.26%                |
| Європейське               | Європейське               |                       | 250                   | 65.79%                |
| британське                | британське                |                       | 230                   | 60.53%                |
| французьке                | французьке                |                       | 60                    | 15.79%                |
| українське                | українське                |                       | 10                    | 2.63%                 |

## Клімат
Середня річна температура становить 4,6°C, середня максимальна – 23,1°C, а середня мінімальна – -17,3°C. Середня річна кількість опадів – 1 105 мм.
| Клімат поселення                              | Клімат поселення | Клімат поселення | Клімат поселення | Клімат поселення | Клімат поселення | Клімат поселення | Клімат поселення | Клімат поселення | Клімат поселення | Клімат поселення | Клімат поселення | Клімат поселення | Клімат поселення |
| Показник                                      | Січ.             | Лют.             | Бер.             | Квіт.            | Трав.            | Черв.            | Лип.             | Серп.            | Вер.             | Жовт.            | Лист.            | Груд.            |                  |
| Середній максимум, °C                         | −4,51            | −3,12            | 2,86             | 9,83             | 17,02            | 21,79            | 23,08            | 22,60            | 17,32            | 11,22            | 5,00             | −2,74            |                  |
| Середня температура, °C                       | −10,9            | −9,52            | −3,57            | 3,44             | 10,62            | 15,39            | 18,65            | 18,17            | 12,89            | 6,78             | 0,56             | −7,18            |                  |
| Середній мінімум, °C                          | −17,3            | −15,94           | −9,96            | −2,97            | 4,22             | 8,99             | 14,22            | 13,74            | 8,46             | 2,36             | −3,86            | −11,6            |                  |
| Норма опадів, мм                              | 95               | 66               | 84               | 89               | 97               | 90               | 100              | 93               | 95               | 93               | 106              | 97               |                  |
| Середньомісячна швидкість вітру, м/с          | 3.59             | 3.69             | 3.92             | 3.77             | 3.45             | 3.01             | 2.70             | 2.60             | 2.89             | 3.20             | 3.46             | 3.51             |                  |
| Середньомісячна сонячна радіація, кДж/м²·день | 5174             | 8331             | 12098            | 15514            | 18342            | 20301            | 19815            | 17637            | 13114            | 8307             | 4976             | 4128             |                  |
| --------------------------------------------- | ---------------- | ---------------- | ---------------- | ---------------- | ---------------- | ---------------- | ---------------- | ---------------- | ---------------- | ---------------- | ---------------- | ---------------- | ---------------- |
| Джерело:                                      |                  |                  |                  |                  |                  |                  |                  |                  |                  |                  |                  |                  |                  |